# Epicypta longistylis
Epicypta longistylis är en tvåvingeart som beskrevs av Mitsuhiro Sasakawa 2005. Epicypta longistylis ingår i släktet Epicypta och familjen svampmyggor. Inga underarter finns listade i Catalogue of Life.